# Distrito de Ariyalur
Ariyalur (en Tamil; അരിയലുർ ജില്ല) es un distrito de India, en el estado de Tamil Nadu. 
Comprende una superficie de 1949,31 km². Según el censo de 2011, contaba con una población total de 752 481 habitantes.
El centro administrativo es la ciudad de Ariyalur, pero la localidad más poblada es Jayankondam.
La mayoría de la población está formada por hinduistas (93,84%), con una pequeña minoría de cristianos (4,95%). El tamil es el único idioma hablado en la mayor parte del distrito. La alfabetización alcanza al 71,99% de la población.

## Organización territorial
Se divide en cuatro talukas: Andimadam, Ariyalur, Udayarpalayam y Sendurai. En cuanto a la autonomía local específica de las ciudades, hay dos ciudades que funcionan como municipios: Jayankondam y Ariyalur.